# Гусёк (Владимирская область)
Гусёк — деревня в Селивановском районе Владимирской области России, входит в состав Малышевского сельского поселения.

## География
Деревня расположена на берегу реки Ушна в 15 км на юго-запад от центра поселения села Малышево и в 41 км на юго-запад от райцентра рабочего посёлка Красная Горбатка.

## История
Деревня до 1852 года была в приходе села Никулино.
В конце XIX — начале XX века деревня входила в состав Крюковской волости Меленковского уезда, с 1926 года — в составе Бутылицкой волости Муромского уезда. В 1859 году в деревне числилось 28 дворов, в 1905 году — 51 дворов, в 1926 году — 78 дворов.
С 1929 года деревня являлась центром Гуськовского сельсовета Селивановского района, с 1940 года — в составе Малышевского сельсовета, с 2005 года — в составе Малышевского сельского поселения.

## Население
| 1859 | 1905 | 1926 | 2002 | 2010 | 2021 |
| ---- | ---- | ---- | ---- | ---- | ---- |
| 212  | ↗338 | ↗425 | ↘23  | ↘7   | ↘5   |